# Salzburger Keramikpreis
Der Salzburger Keramikpreis ist ein österreichischer Kunstpreis, der speziell der Keramikkunst gewidmet ist, und sowohl als Preis des Landes Salzburg als auch als Staatspreis der Republik Österreich verliehen wurde.

## Geschichte, Organisation
Beide Preise (Land Salzburg, Republik Österreich) wurden und werden von der Kulturabteilung der Salzburger Landesregierung organisiert. Sie begannen 1989 als regionaler Preis für Salzburger Künstler und werden seit 1993 Österreich- und Europa-weit ausgeschrieben. Mittlerweile sind diese Preise im deutschsprachigen Raum etabliert und werden als wichtige Auszeichnung im Bereich "Keramikkunst" angesehen. Sie werden in einem mehrjährigen Rhythmus (2 bis 5 Jahre) vergeben.
Salzburger Keramikpreise werden nur an Künstler verliehen, die in Österreich geboren wurden oder seit mehr als 5 Jahren in Österreich leben und arbeiten, und die mit keramischen Materialien (Ton, Lehm, Porzellan etc.) Kunstwerke schaffen.
Es wurden 1993–2007 zwei Hauptpreise vergeben: (1) Ein Preis des Landes Salzburg (seit 2010 mit einer Dotierung von 6000 Euro versehen), und (2) bis 2007 ein Preis der Republik Österreich (durch die sog. Kunstsektion – heute (wieder) im Bundeskanzleramt, damals dotiert mit 3000 Euro). Dazu wurden und werden Anerkennungspreise und Arbeitsstipendien (dzt. dotiert mit je 2500 Euro) vergeben.
Nach Ende der Vergabe des Staatspreises wurde der nunmehr rein Salzburgerische Preis 2020 in „Arno-Lehmann-Preis für Keramik“ umbenannt.
Arbeiten der Preisträger und Finalisten wurden und werden jeweils in der Galerie im Traklhaus in der Stadt Salzburg ausgestellt (fallweise auch an anderen Orten).

## Gewinner der Salzburger Keramikpreise
| Jahr | Keramikpreis des Landes Salzburg | Staatspreis Republik Österreich | Anerkennungspreise und Stipendien    |
| ---- | -------------------------------- | ------------------------------- | ------------------------------------ |
| 1993 | Barbara Reisinger                | Martina Funder                  | Franz Josef Altenburg                |
| 1995 | Gerold Tusch                     | Ulrike Stubenböck               | Margit Denz                          |
| 1998 | Lilo Schrammel                   | Maria Baumgartner               | Gabriele Hain, Canan Dagdelen        |
| 2001 | Irmgard Schaumberger             | Wilfried Gerstel                | Gabriele Gruber-Gisler               |
| 2004 | Elmar Trenkwalder                | Thomas Stimm                    | Canan Dagdelen                       |
| 2007 | Kristiane Petersmann             | Wilfried Gerstel                | Lucas Drexel                         |
| 2010 | Charlotte Wiesmann               | nicht mehr vergeben             | Kurt Spurey, Margit Denz             |
| 2015 | Frank Louis                      | nicht mehr vergeben             | Andreas Vormayr, Daniel Wetzelberger |
| 2020 | Oktavia Schreiner                | nicht mehr vergeben             | Lukas Hochrieder                     |